# Osmorhiza glabrata
Osmorhiza glabrata är en flockblommig växtart som beskrevs av Rodolfo Amando Philippi. Osmorhiza glabrata ingår i släktet Osmorhiza och familjen flockblommiga växter. Inga underarter finns listade i Catalogue of Life.